# ミュージックキャップ・トーキョー
株式会社ミュージックキャップ・トーキョーは、1970年（昭和45年）、作曲家の彩木雅夫が設立した音楽出版社である。

## 会社データ
- 商号 株式会社ミュージックキャップ・トーキョー
- 代表 新居一芳 （彩木雅夫）
- 本社所在地 東京都江東区有明1丁目3-14-2012
- 札幌事務所所在地 札幌市中央区南9条西3丁目1番6号
- 資本金 1,000万円
- 設立 1970年（昭和45年）6月

## 略歴・概要
1966年（昭和41年）4月20日、ジャッキー吉川とブルーコメッツのシングル『愛の終りに』で作曲家としてデビューした彩木雅夫（本名・新居一芳）は、当時、北海道放送の社員であったが、同社在籍中の1970年6月、音楽出版ならびに楽曲管理会社として、東京・六本木に「株式会社ミュージックキャップ・トーキョー」を設立した。
1976年（昭和56年）4月、「株式会社ミュージックキャップ・トーキョー」の札幌事務所所在地を本店とする番組制作会社「株式会社ミュージックキャップ・サッポロ」を設立した。
現在、本社は東京にあるが、実態としては札幌事務所が実務を行なっている。

## おもなディスコグラフィ

### おもな管理楽曲
- ジャッキー吉川とブルーコメッツ『愛の終りに』 （作曲彩木雅夫、1966年4月20日）
- 森進一『命かれても』（作曲彩木雅夫、1967年9月5日）
- 原みつるとシャネル・ファイブ『港の五番町 （作曲彩木雅夫、1972年9月） - 1988年9月に五木ひろしがカヴァー

## 関連事項
- HBCメディアクリエート - 北海道放送（HBC）の関連企業、音楽出版社
- 日音 - 東京放送ホールディングス（TBSHD）の関連企業、音楽出版社

## 註
1. 1 2 3  #外部リンク内の同社公式サイト「株式会社ミュージックキャップ・トーキョー」リンク先の各項の記述を参照。